# Donzacq
Donzacq ist eine französische Gemeinde mit 454 Einwohnern (Stand 1. Januar 2022) im Département Landes in der Region Nouvelle-Aquitaine (vor 2016: Aquitanien). Sie gehört zum Arrondissement Dax und zum Kanton Coteau de Chalosse.
Der Ursprung des Namens ist eine Zusammensetzung des lateinischen Namens Domitius und des Suffixes -acum.
Die Einwohner werden Donzacquois und Donzacquoises genannt.

## Geographie
Donzacq liegt ca. 20 Kilometer südöstlich von Dax in der Landschaft Chalosse der historischen Provinz Gascogne an der südlichen Rand des Départements.
Umgeben wird Donzacq von den Nachbargemeinden:
| Poyartin           | Gibret Baigts                               | Caupenne        |
| Castelnau-Chalosse | Kompassrose, die auf Nachbargemeinden zeigt | Bastennes       |
| Pomarez            |                                             | Castel-Sarrazin |

Donzacq liegt im Einzugsgebiet des Flusses Adour.
Einer seiner Nebenflüsse, der Luy, durchquert mit seinen Zuflüssen, dem Ruisseau de Yère und dem Ruisseau l’Esté, das Gebiet der Gemeinde ebenso wie der Ruisseau du Pont du Haou, ein Nebenfluss des Ruisseau de Cazeaux.

## Geschichte
Der Landstrich der heutigen Gemeinde wurde bereits in der Urgeschichte besiedelt ebenso in der Folge während der gallorömischen Zeit. Archäologische Ausgrabungen haben einen Schatz gehoben, der aus rund 1.200 römischen Münzen, Schmuck und Fibeln besteht und aus den Jahren 270 bis 275 datiert. Am Ende des 13. Jahrhunderts wurde das Dorf Donzacq gegründet. Prämonstratenser auf dem Rückweg von Santiago de Compostela ließen sich bei einer Quelle nieder und errichteten eine Abtei, um die sich die Gemeinde in der Folgezeit entwickelte.

### Einwohnerentwicklung
Nach einem Höchststand der Einwohnerzahl von 1465 in der ersten Hälfte des 19. Jahrhunderts reduzierte sich die Zahl bei mehreren kurzen Erholungsphasen bis zur Jahrtausendwende auf rund 390 Einwohnern, bevor die Größe der Gemeinde seither wieder zunahm.
| Jahr      | 1962 | 1968 | 1975 | 1982 | 1990 | 1999 | 2006 | 2014 | 2021 |
| --------- | ---- | ---- | ---- | ---- | ---- | ---- | ---- | ---- | ---- |
| Einwohner | 513  | 505  | 462  | 447  | 392  | 388  | 439  | 478  | 458  |

## Sehenswürdigkeiten

### PfarrkircheSaint-Pierre
Die ältesten Teile der heutigen, dem Apostel Petrus geweihten Pfarrkirche sind die Apsis und die nördliche Wand des Langhauses aus gleichmäßigem Mauerwerksverband, die wahrscheinlich am Ende der Gotik im 15. oder zu Beginn des 16. Jahrhunderts errichtet wurden. Das südliche Seitenschiff von drei Jochen Länge und die nördlich an die dreiwandige Apsis gebaute Sakristei sind zu einem späteren Zeitpunkt hinzugefügt worden. Die Fenster dieser Sakristei in Form von Segmentbögen datieren aus dem 18. Jahrhundert. Eine heutige, südlich an die Apsis gebaute zweite Sakristei liegt unterhalb des Gebäudeniveaus und ist über eine Treppe erreichbar. In der Mitte des 19. Jahrhunderts sind einige Umarbeiten an dem Gebäude vorgenommen worden. Sechs neue rundbogenförmige Fenster sind im Langhaus geschaffen worden. Im Gegenzug sind mehrere alte Fenster zugemauert worden. Der Glockenturm und eine vorgelagerte Vorhalle sind zwischen 1844 und 1851 nach Plänen des Architekten Jules Sibien vom Unternehmer Bernède gebaut worden. Der viereckige Glockenturm ist mit einem oktogonalen, mit Schiefer gedeckten Helm ausgestattet. Pyramidenförmige Dachreiter zieren jede äußere Turmecke. Ein klassizistisches Eingangsportal mit Pilastern dorischer Ordnung, einem Rundbogen und einem Dreiecksgiebel ziert den Eingang zur Vorhalle.
Die Kirche hat viele ihrer alten Ausstattungsgegenstände aus dem 18. und 19. Jahrhundert behalten. Hervorzuheben sind zwei Statuen der Heiligen Petrus und Paulus, die seit dem 29. Dezember 1983 als Monuments historiques klassifiziert sind. Sie befinden sich heute in den Nischen des Chors, könnten wahrscheinlich aber ein Altarretabel des 18. Jahrhunderts geschmückt haben, das heute verschwunden ist. Die Statue des heiligen Petrus ist von einem Werk des Bildhauers Pierre Puget inspiriert. Beide Statuen sind aus mehrfarbigem, bemaltem Holz und messen ca. 1,30 m in der Höhe. Ein Glasfenster trägt die Signatur der Glasmalerei Mauméjean aus Pau, acht weitere Fenster sind Werke des Gustave Pierre Dagrant aus Bordeaux, die in den Jahren 1888 bis 1891 entstanden sind.
Folgende Darstellungen werden in den Glasfenstern gezeigt:
- Petrus als Büste,
- der Evangelist Johannes mit seinem Evangelistensymbol, dem Adler, einer Schrift und einer Feder,
- das Motiv der unbefleckten Empfängnis,
- die Szene der Berufung der Apostel Petrus und Andreas,
- Maria mit Jesuskind und einem Pilger,
- Franz von Assisi mit einem Kruzifix,
- die heilige Cäcilia von Rom mit einer tragbaren Orgel,
- die Szene der Taufe Jesu und
- der heilige Vinzenz von Paul, der einen allein gelassenen Säugling hilft.

Zur gleichen Zeit, im späten 19. Jahrhundert, wurde der Chor und die Seitenkapelle mit Wandmalereien verschönert sowie der heutige Hauptaltar aus weißem Marmor im neuromanischen Stil geschaffen. Die beschriebenen und viele weitere Ausstattungsgegenstände der Kirche sind als nationale Kulturgüter registriert.

### Schloss Lamaignère
Es befindet sich außerhalb des Zentrums der Gemeinde. Das imposante Gebäude mit einem Turm datiert aus dem 19. Jahrhundert und gehörte vermutlich den Baronen Lalanne de Castelnau oder deren Nachfahren, die für eine lange Zeit die Grundherrschaft von Donzacq besaßen. Das Schloss ist heute in Privatbesitz und der Öffentlichkeit nicht zugänglich.

## Wirtschaft und Infrastruktur
In Donzacq hat sich eine Forschungsbetrieb des Institut national de la recherche agronomique (INRA) für die Zucht u. a. von Regenbogenforellen, Karpfen und Stören etabliert. Die Becken werden durch natürliches Wasser mit einer konstanten Temperatur von 17° C gespeist.

### Bildung
Die Gemeinde verfügt über eine öffentliche Vorschule mit 53 Schülerinnen und Schülern im Schuljahr 2017/2018.

### Sport und Freizeit
Ein Rundweg mit einer Länge von 12,8 km führt ohne Höhenunterschied durch die Gemeindegebiete von Bastennes und Donzacq.

### Verkehr
Donzacq ist erreichbar über die Routes départementales 3, 58 und 415.